# Fall Guys
Fall Guys (cunoscut și ca Fall Guys: Ultimate Knockout) este un joc video de tip battle royale dezvoltat de Mediatonic și publicat de Devolver Digital. Jocul a fost lansat pe 4 august 2020, pentru Microsoft Windows prin Steam și pentru PlayStation 4.

## Jocul
Până la 60 de jucători se alătură unui meci în stilul battle royale. Jucătorii se deplasează pe un teren de joc tridimensional, în care scopul este de a se califica pentru runde ulterioare, realizând obiectivele fiecăruia dintre mini-jocurile preselectate aleatoriu.  Anumite mini-jocuri implică alergarea către linia de sosire de la sfârșitul hărții, în timp ce altele adaugă elemente de lucru în echipă. Jucătorii se pot mișca, sări sau apuca pentru a ajuta la îndeplinirea obiectivelor. În fiecare mini-joc, obstacolele apar în jurul hărții pentru un plus de complexitate. Jucătorii prea lenți sau care nu reușesc anumite cerințe într-un mini-joc vor fi eliminați. În runda finală, câțiva jucători rămași concurează într-un meci final cu un mini-joc aleatoriu ,conceput pentru un număr mai mic de jucători. Câștigătorul meciului este ultimul jucător în viață.
Moneda folosită în Fall Guys: Ultimate Knockout este utilizată pentru a achiziționa elemente vestimentare pentru personaje. Jocul acceptă micro-tranzacții care permit achiziționarea de monede suplimentare în joc. Completarea unui meci recompensează cu două tipuri de monede în joc, Kudos și Coroane , utilizate pentru achiziționarea de articole de rarități specifice. Performanța crescută într-un meci răsplătește cu cantități mai mari de monede în joc. 

## Sezoane
| Sezon     | Perioadă                         | Descriere |
| Sezonul 1 | 8 August 2020 - 7 Octombrie 2020 | Sezonul original |
| --------- | -------------------------------- | --- |
| Sezonul 2 | 8 Octombrie - 14 Decembrie       | Temă medievală , cu hărți și cosmetice adăugate cu aceeași temă.Au fost adăugate și alte produse cosmetice pe parcurs, inclusiv funcția adăugată pentru a schimba numele din joc și bannere pentru nume. |
| Sezonul 3 | 15 Decembrie - Prezent           | Temă de iarnă , cu hărți și cosmetice adăugate cu aceeași temă. |

## Dezvoltare și lansare
Jocul a fost produs atunci când echipa discuta despre un alt proiect, moment în care un membru a făcut un comentariu că i-a amintit de spectacole de joc, cum ar fi Castelul lui Takeshi și Wipeout, de unde a continuat să creeze un document pentru ceea ce va deveni Fall Guys. Este un Knockout, un joc care i-a forțat pe concurenții săi să se îmbrace în costume supradimensionate, a inspirat ideea că personajele ar trebui „să aibă acel element complet unic, prost conceput pentru sarcinile pe care urma să le îndeplinim”.  Modelele reale ale personajelor au fost inspirate de aspectul jucăriilor din vinil.  Acesta a fost anunțat la E3  în iunie 2019, pentru Microsoft Windows și PlayStation 4 și a fost lansat pe 4 august 2020.  Înainte de lansare, a fost anunțat că Fall Guys va fi gratuit pentru membrii PlayStation Plus în restul lunii august. 
În prima zi de lansare, s-a raportat că serverele pentru Fall Guys: Ultimate Knockout au fost asaltate în mod neașteptat din cauza popularității.  Pe pagina oficială a jocului Steam, creatorii au declarat că vor „lucra din greu pentru a crește capacitatea serverului” pentru a stabiliza conexiunile în timp ce jucătorii se află la meniul de creare a meciului. 

## Recepție
Fall Guys: Ultimate Knockout a primit recenzii „în general favorabile”, conform agregatorului de recenzii Metacritic. 
Sam Butler de la The Gamer a evaluat jocul cu 4.5 stele dintr-un posibil 5. El a lăudat că jocul are „imagini strălucitoare”, „joc palpitant” și „o coloană sonoră excelentă”. 
În weekendul dinaintea lansării în timpul unei versiuni beta Fall Guys a devenit in scurt timp cel mai vizionat joc de pe Twitch, precum și cel de-al șaselea joc Steam cel mai vândut, unde a fost disponibil pentru precomandă.  În 24 de ore de la lansare, jocul a atras peste 1,5 milioane de jucători. 